# Догордон
Догордо́н (рос. Догордон) — селище у складі Хабаровського району Хабаровського краю, Росія. Входить до складу Куканського сільського поселення.

## Населення
Населення — 81 особа (2010; 118 у 2002).
Національний склад (станом на 2002 рік):
- росіяни — 49 %
- евенки — 38 %